# ALIENO
ALIENOは、ブルガリアの自動車メーカー。高性能電気自動車を開発する。

## 概略
ブルガリアの新興自動車メーカーでありながら、世界最高水準の電気自動車を開発する。エンブレムはエイリアンをモチーフにしている。

## 車種
ARCANUM
現在開発中の高性能電気自動車で、4つのグレード(RP2／RP3／RP4／RP5)から構成される。最上位グレードの”RP5”では出力は5221 hp、トルクは8880 Nm、最高速度は488 km/hで名称のAlieno Arcanumとは、イタリア語とラテン語が組み合わさった言葉で、「エイリアンの神秘」を意味する。
- RP2 - 最高出力2,610hp／最大トルク4,440Nm
- RP3 - 最高出力3,482hp／最大トルク5,920Nm
- RP4 - 最高出力4,351hp／最大トルク7,400Nm
- RP5 - 最高出力5,221hp／最大トルク8,800Nm